# 1993 FC22
1993 FC22 är en asteroid i huvudbältet som upptäcktes den 21 mars 1993 av UESAC vid La Silla-observatoriet.
Asteroiden har en diameter på ungefär 5 kilometer.